# (464449) 2016 BQ36
(464449) 2016 BQ36 es un asteroide perteneciente al cinturón de asteroides, descubierto el 21 de agosto de 2008 por el equipo Spacewatch desde el Observatorio Nacional de Kitt Peak (Arizona, Estados Unidos).